# 梅爾貝克河 (埃爾斯佩巴赫河支流)
51°08′43″N 8°01′30″E / 51.14536°N 8.02495457°E
梅爾貝克河（德語：Melbecke），是德國的河流，位於該國西部，處於北萊茵-威斯特法倫州，屬於埃爾斯佩巴赫河的右支流，河道全長5.2公里，流域面積5.4平方公里。